# كيفن لوك (لاعب كرة قدم)
كيفن لوك (بالإنجليزية: Kevin Lock)‏ هو لاعب كرة قدم بريطاني في مركز قلب الدفاع، ولد في 27 ديسمبر 1953 في بلايستو ‏ في المملكة المتحدة. شارك مع منتخب إنجلترا تحت 18 سنة لكرة القدم ومنتخب إنجلترا تحت 21 سنة لكرة القدم. أما مع النوادي، فقد لعب مع نادي ساوثيند يونايتد ونادي فولهام ووست هام يونايتد.

## وصلات خارجية
- كيفن لوك (لاعب كرة قدم) على موقع قاعدة بيانات كرة القدم.إي يو (الإنجليزية)
- كيفن لوك (لاعب كرة قدم) على موقع Soccerbase.com (لاعب) (الإنجليزية)